# Špela Rogelj
Špela Rogelj, född 8 november 1994, är en slovensk backhoppare som deltagit i världsmästerskapen 2009 i Liberec, Tjeckien. Detta var det första världsmästerskapet i backhoppning för kvinnor. Rogelj tog en trettionde plats i denna tävling. Hennses bästa prestation i Continental Cup, damernas högsta liga i backhoppning är två sjundeplatser.  Rogelj hoppar för klubben SSK Costella Ilirija i Ljubljana.
2011 blev hon tvåa bakom fransyskan Coline Mattel i Junior-VM i Otepää, Estland. 
Hon utövar även puckelpist på elitnivå i Slovenien.[källa behövs]

## Elitcuper[4]

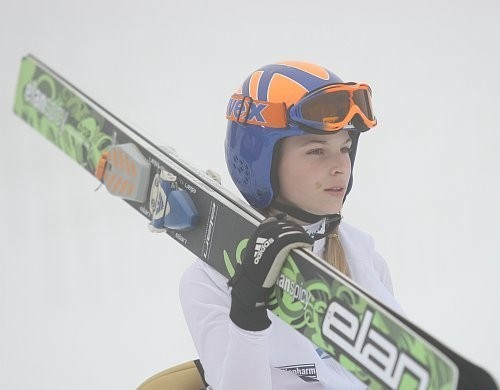
Špela Rogelj.

- Continental Cup 2007/2008 - 7 poäng, 68:e plats
- Continental Cup 2008/2009 - 141 poäng, 24:e plats
- Continental Cup 2009/2010 - 150 poäng, 16:e plats